# یک ثانیه می‌تواند زندگی شما را تغییر دهد؟
یک ثانیه می‌تواند زندگی شما را تغییر دهد؟ (به هندی: Ek Second... Jo Zindagi Badal De?) فیلمی محصول سال ۲۰۱۰ و به کارگردانی پرتو غوش است. در این فیلم بازیگرانی همچون جکی شروف، مانیشا کویرالا، نیکیتا آناند، معمر رانا ایفای نقش کرده‌اند.